# مصرف الإصدار
مصرف الإصدار هو أي مصرف يقدم بطاقات الدفع التي تحمل العلامة التجارية الخاصة بـ اتحاد البطاقات الائتمانية مباشرة إلى المستهلكين.
فيما يتعلق بـ بطاقات الائتمان، يقدم مصرف الإصدار التسهيلات الائتمانية للمستهلك. يتشارك مصرف الإصدار والمصرف المشتري في مسئولية عدم السداد وفقًا للقوانين التي وضعتها العلامة التجارية لاتحاد البطاقات الائتمانية.

## إحصائيات
على الصعيد العالمي، يتم تداول أكثر من 1.5 مليار بطاقة دفع.